# Zombie
En zombie er et overnaturligt væsen, nemlig en afdød person, genoplivet uden bevidsthed, og enten underkastet den ansvarlige nekromantikers vilje, eller ensporet fokuseret på at spise levende mennesker. 

## Forskellige zombie-typer
Fortællinger om zombier stammer oprindeligt fra det caribiske trossystem voodoo.
Men i populærkulturen siden 1960'erne kan zombier også opstå af virus, giftgas (gerne fremstillet af skruppelløse virksomheder), radioaktivitet osv. Zombier er traditionelt langsomme og gangbesværede, grundet kroppens forrådnelse og mentalt i krybdyrsstadiet. Zombier er derfor ikke (eller i en stærkt begrænset omfang) i stand til at have eller vise en kognitiv adfærd: tænke, huske eller tale. Der findes dog undtagelser i The return of the Living Dead, hvor zombierne er i stand til at føre samtaler, løbe og snyde de levende, for at fange dem.
Portrætteringen af zombier har dog ændret sig siden 1960'erne, så de nu bliver fremstillet mere dynamiske. Man bruger i dag ikke kun de langsomme og sløve zombier og er nu begyndt at fremstille dem som både hurtige og adrætte. Nogle mener at det samfundskritiske ryger ud af filmene med det.
En zombie er allerede død og kan derfor ikke "dræbes" men kun standses/ødelægges fx ved at standse aktiviteten i hjernen. En normal tilintetgørelsesmetode i film, bøger og videospil er at skyde dem i hovedet eller at brække deres hals. Dog kan zombien stadig bide, hvis ikke hjernen er ødelagt. Zombier er meget skrøbeligere end mennesker, men de bliver langsomt stærkere. Det ses i George A. Romeros zombiefilm. Denne hærden af zombierne bliver kaldt "Clay-doe" effekten. Zombierne er som ler, først er det blødt, så bliver det hårdere med tiden. En meget udbredt misforståelse i zombiefilm er, at man skal blive bidt af en zombie for at blive til en zombie. George A. Romero har i flere interviews udtrykt, at i hans film er alle smittet med virussen; man skal bare dø på en eller anden måde, så bliver man til en zombie, så længe hjernen ikke er ødelagt. Dette kan ses i begyndelsen af Diary of the Dead, den sidste nye Romero film, hvor en familie, som er blevet skudt af faderen, rejser sig som zombier.
I den klassiske zombiefilm Night of the Living Dead (1968) beskrives problemet med zombierne: "If you have a gun, shoot 'em in the head. That's a sure way to kill 'em. If you don't, get yourself a club or a torch. Beat 'em or burn 'em. They go up pretty easy." "You always need to be prepared for zombie apocalypse".

## Zombiefilm
Det er ikke altid zombie-film bare drejer sig om rædsel og skræk. George A. Romero bruger fx zombiere som metafor, for at vise den virkelige fare. Det er fx omdrejningspunktet i Night of the Living Dead, hvor zombierne bruges til at vise, hvor dårlig mennesker samarbejder i pressede situationer, og at det er spændinger og splid imellem mennesker, som forårsager drabene og ikke zombierne. Mennesket er en større trussel mod sig selv end zombier.

## Danske zombiebøger
Den første danske zombiehistorie er "De døde marcherer mod Bel Epe" af Erwin Neutzsky-Wulff, udgivet i 1979.
- Kadavermarch (Dennis Jürgensen, 1991)
- Kadaverjagt
- Requiem (Patrick Leis, 2003)
- Pax Immortalis
- Necropolis
- Pandaemonium (A. Silvestri, 2011)

## Zombier i videospil
Zombier er tit med i skydespil- og rpg-genren, De største titler lige nu er Left 4 Dead serien og Dead rising serien. I Resident Evil er det effekten af et biologisk våben, skabt af et multinationalt firma, som vækker de døde og får den til at genopstå som zombier (Citat: "The death is breathing"). Også i TimeSplitters trilogien medvirker zombier aktivt. I dette spil medvirker de i mange forskellige roller. For eksempel er de i 2eren skabt af forurening men i 3eren skabt af en gal videnskabsmand. I TimeSplitters serien kunne man dræbe en zombie ved at skyde dens hoved af. I spil er Zombier næsten altid kannibaler som både æder mennesker, dyr og andre zombier.
I andre spil, såsom Left 4 Dead serien, og Dead Island serien  er zombier selve omdrejningspunktet, for både fjender og historien og ikke "bare" en type af fjender blandt mange.

### Eksempler på computerspil med zombier
- Eternal Darkness: Sanity's Requiem (2002)
- Resident Evil-serien
- TimeSplitters-serien
- Dead Rising-serien
- Call of Duty: Black Ops 1 og 2
- Minecraft

### Eksempler på computerspil med zombier som omdrejningspunkt
- Left 4 Dead (2008)
- Dead Island (2008-2009)
- Land of the Dead: Road to Fidlers Green (2005)
- Zombie Pandemic (2008)
- Left 4 Dead 2 (2009)
- DayZ mod (2011) - DayZ Standalone (Unknown)
- Infestation: Survivor Stories (2012)
- The Walking Dead (2012)
- Dying Light (2015)

## Zombier i musik
Zombier optræder også i horror rock, eksempelvis i en sang som Wednesday 13s I Walked With A Zombie (2005) samt i nævnte bands påklædning, hvor man ser en klar inspiration fra zombiespil og -film.
Ligeledes er der klare referencer til zombiefilmen Dawn of the Dead (1978) i My Chemical Romances sang Early Sunsets over Monroeville (2002).